# Andy Coulson
Andrew Edward Coulson (21. ledna 1968) je britský novinář.
V letech 2003 až 2007 byl editorem bulvárních novin News of the World.
V červenci 2012 byl spolu Rebekou Brooksovou s dalšími šesti novináři, kteří se měli podílet na ilegálním odposlouchávání, obviněn z „konspirace za účelem odposlechu cizích komunikací bez patřičného legálního povolení mezi lety 2000 a 2006“ a „z bránění výkonu spravedlnosti“ při vyšetřování odposlechů. Mezi odposlouchávanými byli například britští ministři vnitra David Blunkett a Charles Clarke, herci Brad Pitt a Angelina Jolie či fotbalista Wayne Rooney.